# Tri-Crescendo
K.K. tri-Crescendo (jap. 株式会社トライクレッシェンド, Kabushiki kaisha Torai-Kuresshendo, engl. tri-Crescendo Inc.) ist ein Videospiele-Entwickler mit Sitz in Tokio.
Das Studio wurde im Februar 1999 von Hiroya Hatsushiba gegründet, ein Soundprogrammierer, der vorher bei tri-Ace arbeitete. Das Startkapital, das teils von Namco Bandai bereitgestellt wurde, betrug 100 Millionen Yen. Anfangs programmierte tri-Crescendo den Sound für tri-Ace-Spiele. 2001 begann das Studio ein Gemeinschaftsprojekt mit Monolith Soft, Baten Kaitos: Die Schwingen der Ewigkeit und der verlorene Ozean, das 2003 für den GameCube erschien. Hatsushiba war einer der beiden Director des Projektes, an dem 20 tri-Crescendo-Mitarbeiter mitwirkten. Später verbündeten sich die beiden Studios erneut für den Nachfolger Baten Kaitos Origins. Abseits dessen entwickelte tri-Crescendo Teile oder die Soundprogrammierung von Spiele(reihe)n wie Fragile Dreams, Valkyrie Profile und Star Ocean für Namco Bandai und Square Enix.

## Spiele
- Valkyrie Profile (PlayStation 1999, Soundprogrammierung für tri-Ace)
- Star Ocean: Blue Sphere (Game Boy Color, 2001, Soundprogrammierung für tri-Ace)
- The Fear (PlayStation 2, 2001, Soundprogrammierung)
- Baten Kaitos: Die Schwingen der Ewigkeit und der verlorene Ozean (GameCube, 2003, Kooperation mit Monolith Soft)
- Star Ocean: Till the End of Time (PlayStation 2, 2003, Soundprogrammierung für tri-Ace)
- Radiata Stories (PlayStation 2, 2005, Soundprogrammierung für tri-Ace)
- Baten Kaitos Origins (GameCube, 2006, Kooperation mit Monolith Soft)
- Valkyrie Profile 2: Silmeria (PlayStation 2, 2006, Soundprogrammierung für tri-Ace)
- Eternal Sonata (PlayStation 3, Xbox 360, 2007)
- Fragile Dreams: Farewell Ruins of the Moon (Wii, 2009, Kooperation mit Namco)
- Blue Dragon: Awakened Shadow (Nintendo DS, 2010, Kooperation mit Namco und Mistwalker)
- Digimon World Re:Digitize (PlayStation Portable, 2012)